# بالكي (زابوريزكا)
بالكي (Балки) هي مدينة في مقاطعة زابوريزكا في أوكرانيا.
يبلغ عدد سكانها حوالي 5646 نسمة.